# 聖徳太子霊跡
聖徳太子霊跡（しょうとくたいしれいせき）は、聖徳太子にゆかりのある28ヶ寺の霊場。霊場会としての組織だった活動は現在行っておらず専用朱印帳は無い。2019年（令和元年）より四天王寺で配布されている「聖徳太子御遺跡霊場めぐり」冊子は旧住所表記を訂正したものとなっており、29番から36番まで8ヶ寺増えた36ヶ寺のリストが掲載されている。
また一部の寺院は廃寺や無住寺となっているが、以下霊場一覧に記載する場所にて朱印を受けることは可能。

## 霊場一覧
| No. | 山号       | 寺号         | 宗派                 | 本尊                           | 住所                                   |
| --- | ---------- | ------------ | -------------------- | ------------------------------ | -------------------------------------- |
| 1   | 荒陵山     | 四天王寺     | 和宗総本山           | 救世観音                       | 大阪府大阪市天王寺区四天王寺1-11-18    |
| 2   | 神妙椋樹山 | 大聖勝軍寺   | 高野山真言宗         | 植髪太子                       | 大阪府八尾市太子堂3-3-16               |
| 3   | 蓮土山     | 道明寺       | 真言宗御室派         | 十一面観音                     | 大阪府藤井寺市道明寺1-14-31            |
| 4   | 向源山     | 西琳寺       | 高野山真言宗         | 薬師如来                       | 大阪府羽曳野市古市2-3-2                |
| 5   | 青龍山     | 野中寺       | 高野山真言宗         | 薬師如来                       | 大阪府羽曳野市野々上5-9-24             |
| 6   | 磯長山     | 叡福寺       | 太子宗               | 如意輪観音                     | 大阪府南河内郡太子町太子2146           |
| 7   | 霊鷲山     | 世尊寺       | 曹洞宗               | 阿弥陀如来                     | 奈良県吉野郡大淀町比曽762              |
| 8   | 佛頭山     | 橘寺         | 天台宗               | 聖徳太子                       | 奈良県高市郡明日香村橘532              |
| 9   |            | 定林寺       | 浄土宗               | 阿弥陀如来                     | 奈良県高市郡明日香村立部468            |
| 10  | 醫王山     | 金剛寺       | 浄土宗               | 阿弥陀如来                     | 奈良県高市郡明日香村阪田408            |
| 11  | 鳥形山     | 飛鳥寺       | 真言宗豊山派         | 釈迦如来                       | 奈良県高市郡明日香村大字飛鳥682        |
| 12  | 太子山     | 向原寺       | 浄土真宗本願寺派     | 阿弥陀如来                     | 奈良県高市郡明日香村豊浦630            |
| 13  | 天照山     | 日向寺       | 浄土宗               | 阿弥陀如来                     | 奈良県橿原市南浦町54                   |
|     |            |              | 朱印は崇蓮寺で受ける | 朱印は崇蓮寺で受ける           | 奈良県桜井市初瀬1100 ※要確認           |
| 14  |            | 法隆寺       | 聖徳宗総本山         | 釈迦如来                       | 奈良県生駒郡斑鳩町法隆寺山内1-1        |
| 15  | 法興山     | 中宮寺       | 聖徳宗               | 如意輪観音                     | 奈良県生駒郡斑鳩町法隆寺北1-1-2        |
| 16  | 妙見山     | 法輪寺       | 聖徳宗               | 薬師如来                       | 奈良県生駒郡斑鳩町三井1570             |
| 17  | 岡本山     | 法起寺       | 聖徳宗               | 十一面観音                     | 奈良県生駒郡斑鳩町岡本                 |
| 18  | （廃寺）   | 成福寺       |                      |                                | 奈良県生駒郡斑鳩町上宮                 |
|     |            |              | 朱印は法隆寺で受ける | 朱印は法隆寺で受ける           | 奈良県生駒郡斑鳩町法隆寺山内1-1        |
| 19  | 片岡山     | 達磨寺       | 臨済宗南禅寺派       | 千手観音菩薩 達磨大師 聖徳太子 | 奈良県北葛城郡王寺町本町2-1            |
| 20  | 信貴山     | 朝護孫子寺   | 信貴山真言宗総本山   | 毘沙門天                       | 奈良県生駒郡平群町                     |
| 21  | 無量山     | 平隆寺       | 融通念仏宗           | 阿弥陀如来                     | 奈良県生駒郡三郷町勢野東2-11-60        |
| 22  | 熊凝山     | 額安寺       | 真言律宗             | 十一面観音                     | 奈良県大和郡山市額田部南町             |
| 23  | 三論學山   | 大安寺       | 高野山真言宗         | 十一面観音                     | 奈良県奈良市大安寺町1-18-1             |
| 24  | 蜂岡山     | 広隆寺       | 真言宗系単立         | 聖徳太子                       | 京都府京都市右京区太秦峰岡町32         |
| 25  | 紫雲山     | 頂法寺       | 天台宗               | 如意輪観音                     | 京都府京都市中京区六角通り東洞院西入る |
| 26  | 紫雲山     | 中山寺       | 真言宗中山寺派大本山 | 十一面観音                     | 兵庫県宝塚市中山寺2-11-1               |
| 27  | 刀田山     | 鶴林寺       | 天台宗               | 薬師如来                       | 兵庫県加古川市加古川町北在家           |
| 28  |            | 斑鳩寺       | 天台宗               | 釈迦如来 薬師如来 如意輪観音   | 兵庫県揖保郡太子町鳩709                |
| 29  | 荒陵山     | 勝鬘院愛染堂 | 和宗                 | 愛染明王                       | 大阪府大阪市天王寺区夕陽丘5-36         |
| 30  | 石橋山     | 瓦屋寺       | 臨済宗妙心寺派       | 千手観音                       | 滋賀県東近江市建部瓦屋寺町436          |
| 31  | 戒光山     | 西教寺       | 天台真盛宗総本山     | 阿弥陀如来                     | 滋賀県大津市坂本5-13-1                 |
| 32  | 霊禅山     | 久米寺       | 真言宗御室派         | 薬師如来                       | 奈良県橿原市久米町502                  |
| 33  | 南向山     | 西方院法楽寺 | 浄土宗               | 阿弥陀如来 十一面観音          | 大阪府南河内郡太子町太子1663           |
| 34  | 釈迦山     | 百済寺       | 天台宗               | 聖観音 如意輪観音              | 滋賀県東近江市百済寺町323              |
| 35  | 姨綺耶山   | 長命寺       | 天台宗               | 千手観音 十一面観音 聖観音     | 滋賀県近江八幡市長命寺町157            |
| 36  | 御都繖山   | 石馬寺       | 臨済宗妙心寺派       | 千手観音                       | 滋賀県東近江市五個荘石馬寺町823        |